# Лопухов, Андрей Георгиевич
Андре́й Гео́ргиевич Лопухо́в (род. 21 марта 1958) — российский дипломат. Чрезвычайный и полномочный посол России на Мальте с 29 октября 2021 года.

## Биография
Окончил Московский государственный институт международных отношений МИД СССР (МГИМО) (1980). Владеет английским и французским языками. На дипломатической работе с 1995 года. 
В 2005—2006 годах — заместитель директора Департамента кадров МИД России.
В 2006—2010 годах — генеральный консул Российской Федерации в Женеве (Швейцария).
В 2010—2013 годах — заместитель директора Департамента кадров МИД России.
В 2013—2017 годах — директор Департамента безопасности МИД России.
В 2017 году — посол по особым поручениям МИД России.
В 2017—2021 годах — директор Департамента лингвистического обеспечения МИД России.
С 29 октября 2021 года — чрезвычайный и полномочный посол Российской Федерации в Республике Мальта.

## Дипломатический ранг
- Чрезвычайный и полномочный посланник 2 класса (14 февраля 2006)[2].
- Чрезвычайный и полномочный посланник 1 класса (17 сентября 2014)[3].
- Чрезвычайный и полномочный посол (11 июня 2019)[4].

## Награды
- Орден Дружбы (14 мая 2016) — За большой вклад в реализацию внешнеполитического курса Российской Федерации и многолетнюю добросовестную работу[5].
- Благодарность президента Российской Федерации (20 июля 2020) — За активное участие в подготовке и проведении саммита и экономического форума Россия - Африка в 2019 году в городе Сочи[6].